# HD 197036
HD 197036 ( eller HR 7912) är en ensam stjärna i den mellersta delen av stjärnbilden Svanen inom en grad från Deneb. Den har en skenbar magnitud av ca 6,61 och kräver åtminstone en handkikare för att kunna observeras. Baserat på parallaxmätning inom Hipparcosuppdraget på ca 2,8 mas, beräknas den befinna sig på ett avstånd på ca 1 170 ljusår (ca 358 parsek) från solen. Den rör sig närmare solen med en heliocentrisk radialhastighet på ca -15 km/s.

## Egenskaper
HD 197036 är en blå till vit underjättestjärna av spektralklass B5 IV. Den har en radie som är ca 4,5 solradier och har ca 379 gånger solens utstrålning av energi från dess fotosfär vid en effektiv temperatur av ca 10 800 K.